# Société algérienne des ponts et travaux d'arts
 (juillet 2014).
Si vous disposez d'ouvrages ou d'articles de référence ou si vous connaissez des sites web de qualité traitant du thème abordé ici, merci de compléter l'article en donnant les références utiles à sa vérifiabilité et en les liant à la section « Notes et références ».
La Société algérienne des ponts et travaux d'arts (SAPTA) est une société publique algérienne, spécialisé dans l'étude et la réalisation d'ouvrages d’art : ponts, viaducs.

## Historique
La SAPTA a été créée le 6 août 1983, en succession à une ancienne société mixte. Elle est passée au statut d’entreprise publique économique organisée en société par actions par décision du Conseil national de planification du 5 août 1989.

## Activités
Étude et réalisation de ponts, viaducs, ouvrages d’art en béton armé, précontraint et à tablier mixte (poutres métallique et dalle en béton armé). D’une manière générale, tous travaux de génie-civil et routiers : terrassements en grande masse, puits, rigoles, etc. ; exécution de murs de soutènement en terre armée ; rénovation d’ouvrages d’art, reconstruction et confortement de maçonnerie, réparation d’ouvrages en mode traditionnel et /ou avec l’utilisation de nouvelles technologies (confortement par tissu en fibre de carbone TFC) ; réalisation de travaux souterrains (tunnels, galeries) ; la préfabrication en usine de poutres en béton précontraint pour ponts et viaducs, ossatures de parkings à étages, technicums, passerelles pour piétons, etc . ; la réalisation de bâtiments industriels et de structures socio-économiques ; travaux hydrauliques de toutes natures.

### Unité Réalisation
Cette Unité regroupe le siège des services administratifs et techniques dont : un département Etudes et contrôle, un département Travaux chargé de la réalisation des ouvrages neufs et du suivi de l’ensemble des chantiers et un département rénovation chargé du diagnostic, de l’expertise et de la rénovation d’ouvrages d’arts, souterrains et de génie civil.

### Unité Logistique
Elle est chargée de la gestion des bases de maintenances situées à : Chelghoum Laïd : Camions et Matériel de levage (Grues), Chlef : matériel de travaux publics, Djelfa : matériel de terrassement et de manutention. Elle assure la logistique des chantiers de l’entreprise et pourvoit aux besoins de ces derniers en matériels d’intervention et aux approvisionnements en matières et matériaux de construction. Au plan externe, elle offre en location toute sa gamme de matériels de levage (max. 250 tonnes) et du transport. 

### Unité fabrication
En activité depuis 1985, elle a pour objectif de satisfaire les besoins des chantiers et des clients de l’entreprise dans la gamme des produits suivants : poutres reconstituées soudées et accessoires de ponts métalliques, charpentes de bâtiments industriels, d’une capacité de 2.000 tonnes par an, poutres préfabriquées en béton précontraint, éléments de construction en béton armé et précontraint, aciers façonnés pour béton.